# Seytenga (Burkina Faso)
Pour les articles homonymes, voir Seytenga.
Seytenga est un village du département et la commune rurale de Seytenga, situé dans la province du Séno et la région du Sahel au Burkina Faso.

## Géographie

### Démographie
- En 2003, le village comptait 4 004 habitants estimés[2].
- En 2006, le village comptait 4 332 habitants recensés[1].

## Histoire
- Le 9 Juin 2022, l'Attaque de Seytenga